# 鄭廷鵠
郑廷鹄（1507年—1563年），字元侍，號篁溪，廣東海南衛（琼山县西厢（今海南省）軍籍，浙江德清縣人，祖籍河南開封，明朝政治人物。

## 生平
廣東鄉試第十九名舉人。嘉靖十七年（1538年）中式戊戌科會試第三名，登二甲五十七名進士。授工部都水司主事，以父艱去职。起补礼部儀制司主事，嘉靖二十七年（1548年）三月改官吏科給事中，二十八年三月升吏科右，十二月升工科左，二十九年六月升江西按察司副使、提调学校，官至江西右参政，以母老乞終養。

## 墓葬
鄭廷鵠墓在今澄迈县永发镇山头岭。2006年遭到盜挖。

## 家族
遠祖鄭泰为开封人，南宋绍兴年间以進士判湖州，遂家德清。后裔鄭通在明初洪武初謫戍於海南衛，曾祖鄭蘥；祖父鄭順宗；父鄭文，母俞氏。具庆下。